# Jan Stanislav Kolár
 (juin 2020).
Si vous disposez d'ouvrages ou d'articles de référence ou si vous connaissez des sites web de qualité traitant du thème abordé ici, merci de compléter l'article en donnant les références utiles à sa vérifiabilité et en les liant à la section « Notes et références ».
Jan Stanislav Kolár, né à Prague le 11 mai 1895 et mort dans la même ville le 30 octobre 1973, est un acteur, un scénariste et un réalisateur tchèque. Il est également connu sous le pseudonyme de J.O. Ralk.

## Biographie
Alors qu'il étudie le droit, Jan Stanislav Kolár débute au cinéma grâce au réalisateur Karel Degl. Il réalise en 1917 son premier film, Le Ravitaillement de Polycarpe et obtient le succès dès son deuxième film, Le Professeur de langues orientales en 1918. Avec Přemysl Pražský, il coréalise La Dame au petit pied en 1919, qui sera le premier film d'Anny Ondra.
Attiré par l'expressionnisme allemand, il s'intéresse alors à la théorie du cinéma et réalise son dernier film en 1929, Saint Venceslas, un film au budget particulièrement important. Il se consacre ensuite au travail d'acteur.
Kolár travaille entre 1952 et 1960 aux Archives nationales du film, au service de documentation, et rédigera avec Myrtil Frída Cinéma tchécoslovaque 1898-1930, un ouvrage de référence qui servira longtemps aux historiens du cinéma.